# Shengella
Shengella es un género de foraminífero bentónico de la subfamilia Neoschwagerininae, de la familia Neoschwagerinidae, de la superfamilia Fusulinoidea, del suborden Fusulinina y del orden Fusulinida. Su especie tipo es Shengella datieguanensis. Su rango cronoestratigráfico abarca el Asseliense inferior (Pérmico inferior).

## Discusión
Clasificaciones más recientes incluyen Shengella en la superfamilia Neoschwagerinoidea, y en la subclase Fusulinana de la clase Fusulinata.

## Clasificación
Shengella incluye a las siguientes especies:
- Shengella bamianica †
- Shengella datieguanensis †
- Shengella elliptica †
- Shengella longissima †
- Shengella ovata †
- Shengella primitiva †